# みしまるくん・みしまるこちゃん
みしまるくん・みしまるこちゃんは、静岡県三島市のマスコットキャラクター。平成23年（2011年）4月、三島市の市制70周年を記念して誕生した。みしまるくんは、市の木・イチョウの妖精、みしまるこちゃんは、市の花・ミシマザクラの妖精。

## プロフィール
みしまるくん
- 性別 - 男の子
- 誕生日 - 4月29日
- 住みか - 三島市内にあるイチョウの木
- 性格 - 好奇心旺盛で負けず嫌い
- 好きなもの - みしまコロッケ
- 特技 - スポーツ全般

みしまるこちゃん
- 性別 - 女の子
- 誕生日 - 4月29日
- 住みか - 三島市内にあるミシマザクラの木
- 性格 - 心やさしくおっとりマイペース
- 好きなもの - 三島甘藷スイーツ
- 特技 - 料理

## これまでのあゆみ
平成23年（2011年）
- 4月22日、全国1,100点の応募の中からが三島市マスコットキャラクターに決定する。
- 6月13日、お披露目式を開催。三島市特別住民票が交付される。
- 6月18日･6月19日、三島市で開催された第6回食育推進全国大会に参加し、イベントデビュー。
- 11月27日、タウンページ協賛ゆるキャラグランプリ2011にて1,133票を獲得し、全349キャラクター中178位。

平成24年（2012年）
- 10月1日、公式ホームページ「みしまるシティ」オープン。
- 9月15日 - 11月16日、タウンページ協賛ゆるキャラ(R)グランプリ2012にて9,331票を獲得し、全865キャラクター中114位。
- 11月24日･11月25日 ゆるキャラさみっとin羽生に初参加。

平成25年（2013年）
- 5月5日、公式テーマソング「みしまるくん･みしまるこちゃんのまるまるマンボ！」完成
- 8月15日、公式Facebookオープン
- 9月17日 - 11月8日、タウンページ協賛ゆるキャラグランプリ2013にて41,394票を獲得し、全1580キャラクター中62位。
- 11月23日･11月24日 昨年に続き、ゆるキャラさみっとin羽生に参加。

平成26年（2014年）
- 9月2日 - 10月20日、タウンページ協賛ゆるキャラ(R)グランプリ2014にて22,953票を獲得し、全1699キャラクター中156位。

## TBS日曜劇場『ごめんね青春！』出演
2014年11月9日・11月16日に放送されたTBS日曜劇場『ごめんね青春!』第5話・6話に出演したが、みしまるくんが古井豊（演 - 矢本悠馬）、みしまるこちゃんが中野（演 - 中川家剛）であるとの演出がなされた。前述のとおり、みしまるくんはイチョウの妖精、みしまるこちゃんはミシマザクラの妖精であるが、ドラマでの演出との整合性について市担当者は「ドラマ内はあくまでもフィクションであり事実とは異なる部分がある。みしまるくんは『妖精』であり、中に人はいない」とコメントしている。また、『ごめんね青春!』側も今回の演出は、ドラマに出演させるための設定であり、「みしまるくんは、みしまるくん」であると同様の趣旨のコメントを発表している。

## 著作権について
キャラクターイラストのバリエーションは平成26年11月現在500種類を超え、全国屈指のバリエーション数を展開している。イラストの著作権は全て三島市に帰属しているが、市に申請すれば個人的な利用のほか営利目的であっても無料で使用することができる。